# Kurt Schuschnigg

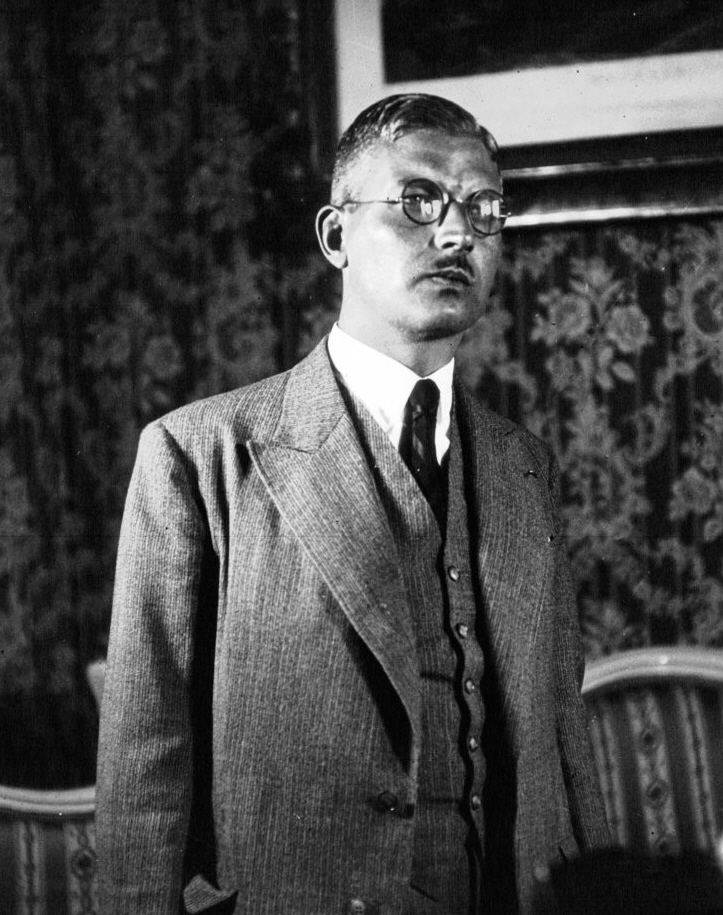
Kurt Schuschnigg v Ženevě (1934)

Kurt Alois Josef Johann von Schuschnigg (14. prosince 1897, Riva del Garda – 18. listopadu 1977, Mutters, Tyrolsko) byl od 29. července 1934 do 11. března 1938 rakouským kancléřem.

## Život

### Mládí a politická kariéra
Kurt Schuschnigg se narodil v důstojnické rodině. Po maturitě se v roce 1915 dobrovolně přihlásil do armády. Po válce se stal právníkem, vstoupil do Křesťansko-sociální strany, v roce 1927 byl nejmladším poslancem. V kabinetu Karla Buresche byl ministrem spravedlnosti, později i ministrem vyučování.

### Poprvé kancléřem
Po zavraždění Engelberta Dollfusse v roce 1934 se stal kancléřem a pokusil se vybudovat nový stát, který by byl postaven na křesťanském sociálním učení (hlavně podle encykliky Rerum novarum) a byl „lepším ze dvou Němecek“. Jeho promonarchistické postoje se projevily mj. také v tom, že po nástupu do úřadu kancléře prosadil zrušení tzv. Habsburského zákona z roku 1919, který zrušil práva a výsady habsbursko-lotrinského rodu.
Stal se spojencem Mussoliniho, to však v konečném důsledku znamenalo destabilizaci vnitřních poměrů. Rakousko jako jeden z mála států podpořilo otevřeně invazi Itálie do Habeše (vedle Maďarska a Albánie). To si vysloužilo kritiku na mezinárodním poli. Člen Schuschniggova kabinetu E. R. Starhemberg vyzdvihl „vítězství fašistického ducha nad barbarstvím a demokratickou nepoctivostí a pokrytectvím“. Důsledkem byla vnitrostátní krize a pád vlády.

### Podruhé kancléřem a vzestup vlivu nacistů

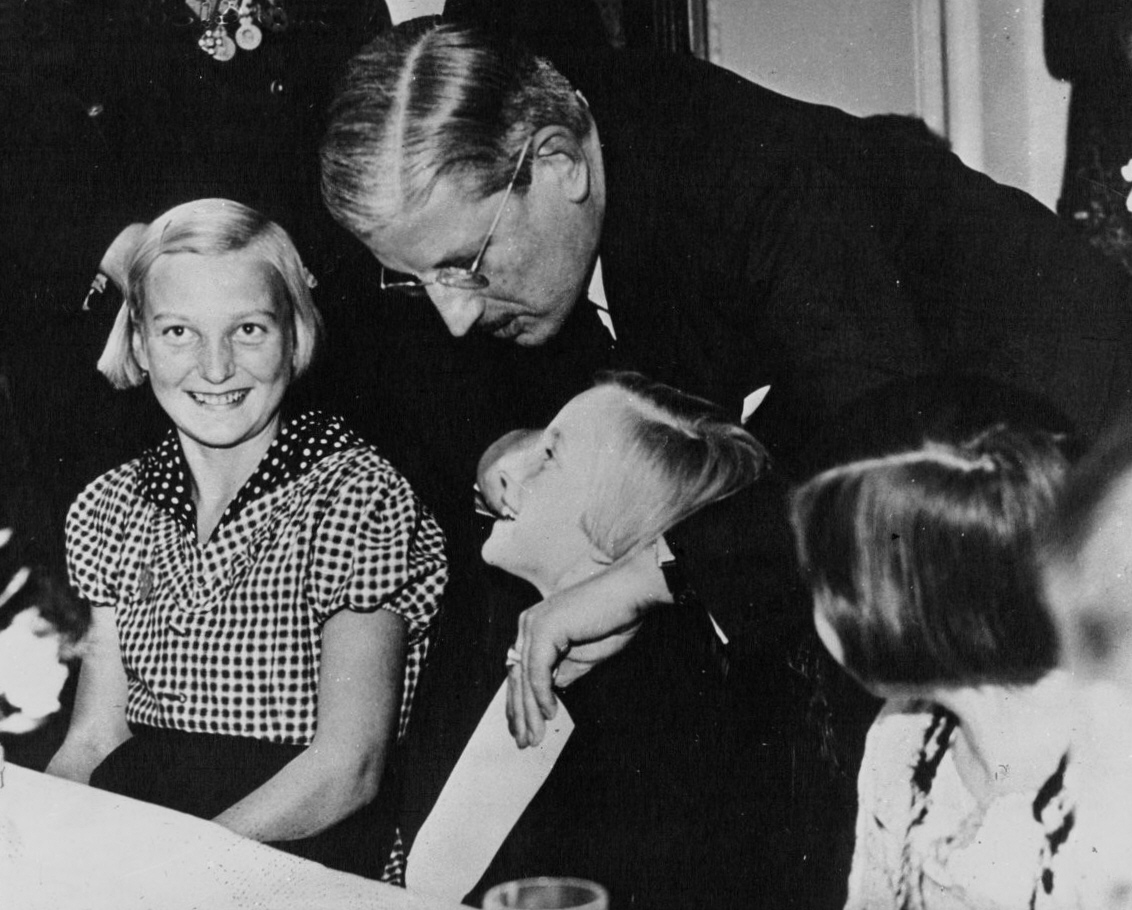
Schuschnigg při setkání s rakouskými dětmi (1936)

V čele nové vlády stál sice opět Schuschnigg, avšak členy vlády se již stali i rakouští nacisté. To znamenalo zlom v dosud protinacistickém směřování vlády. Od roku 1934 byla v Rakousku zakázána německá periodika, řada nacistů byla ve vězení. Od roku 1936 se situace změnila, nacisté naopak začali získávat vliv. Členem kabinetu se stal sudetský Němec a nacista Arthur Seyß-Inquart (pocházel z moravského Stonařova), stále častější byly pronacistické a prohitlerovské demonstrace. Tlak nacistů se stupňoval. V únoru 1938 byl Schuschnigg pozván, či spíše předvolán, do osobního sídla Adolfa Hitlera. Tam mu bylo předloženo k podpisu sedmibodové komuniké, dle něhož se mimo jiné měl Arthur Seyß-Inquart stát ministrem bezpečnosti, měli být propuštěni z vězení všichni rakouští nacisté a k rakouskému vojsku mělo být přiděleno 100 německých důstojníků. Schuschnigg komuniké nepodepsal, Hitler stanovil lhůtu pro vyjádření na tři dny. Hitlerovy požadavky byly plněny za mlčenlivého přihlížení mezinárodního společenství. V Rakousku se množily nacisty organizované nepokoje a demonstrace. V této situaci se Schuschnigg rozhodl vyhlásit plebiscit, zda si občané Rakouska nadále přejí samostatné, křesťansko-sociální Rakousko. Petici rakouské vlády za zachování Rakouska podepsalo 1 milion Rakušanů.

### Hitlerův nátlak a odstoupení
Hitler reagoval na vyhlášení plebiscitu tím, že shromáždil armádu u rakouských hranic a nátlakem prostřednictvím Seyß-Inquarta dosáhl zrušení plebiscitu. Po tomto úspěchu Hitler předložil další ultimátum, dle něhož měl Schuschnigg odstoupit a kancléřem se měl stát Seyß-Inquart. Velmi známou se stala Schuschniggova rozhlasová řeč, v níž řekl, že „vláda ustupuje násilí“, ale za žádnou cenu si nepřeje „prolévat německou krev“, a svou řeč zakončil slovy „Bůh ochraňuj Rakousko!“ Ultimátum bylo opět splněno. Nový kancléř požádal Německo o pomoc v podobě vyslání vojsk a následný plebiscit dopadl tak, jak bylo požadováno. Brzy na to Hitler Rakousko připojil k Říši.

### Další osud
Druhou světovou válku prožil Schuschnigg v koncentračních táborech (Sachsenhausen), po válce se stal profesorem práva v USA. Získal americké občanství, ale v roce 1968 se vrátil do Rakouska, kde také v roce 1977 zemřel.